# Ruff
För andra betydelser, se Ruff (olika betydelser).

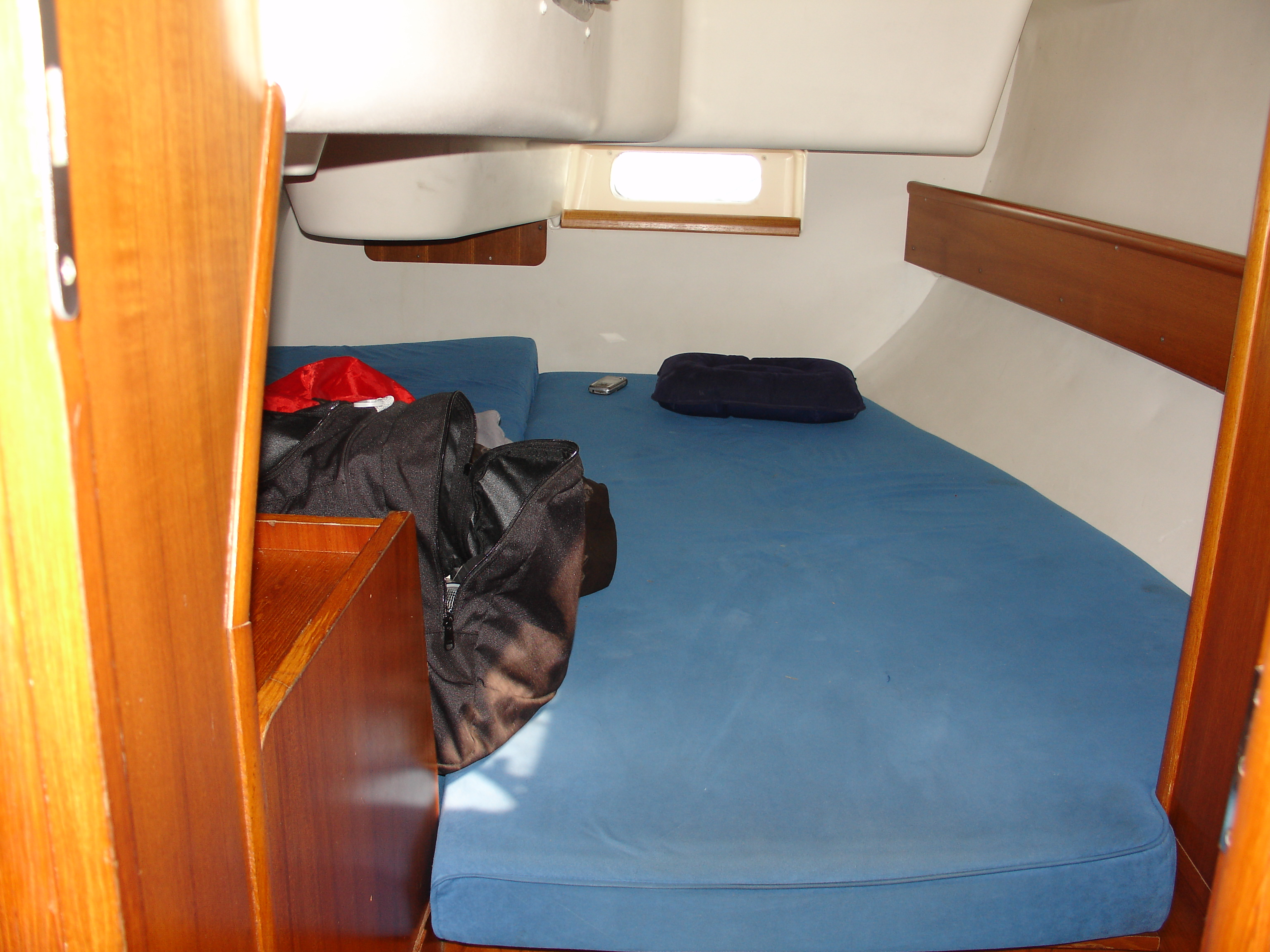
Interiör från ruff i aktern på en segelbåt

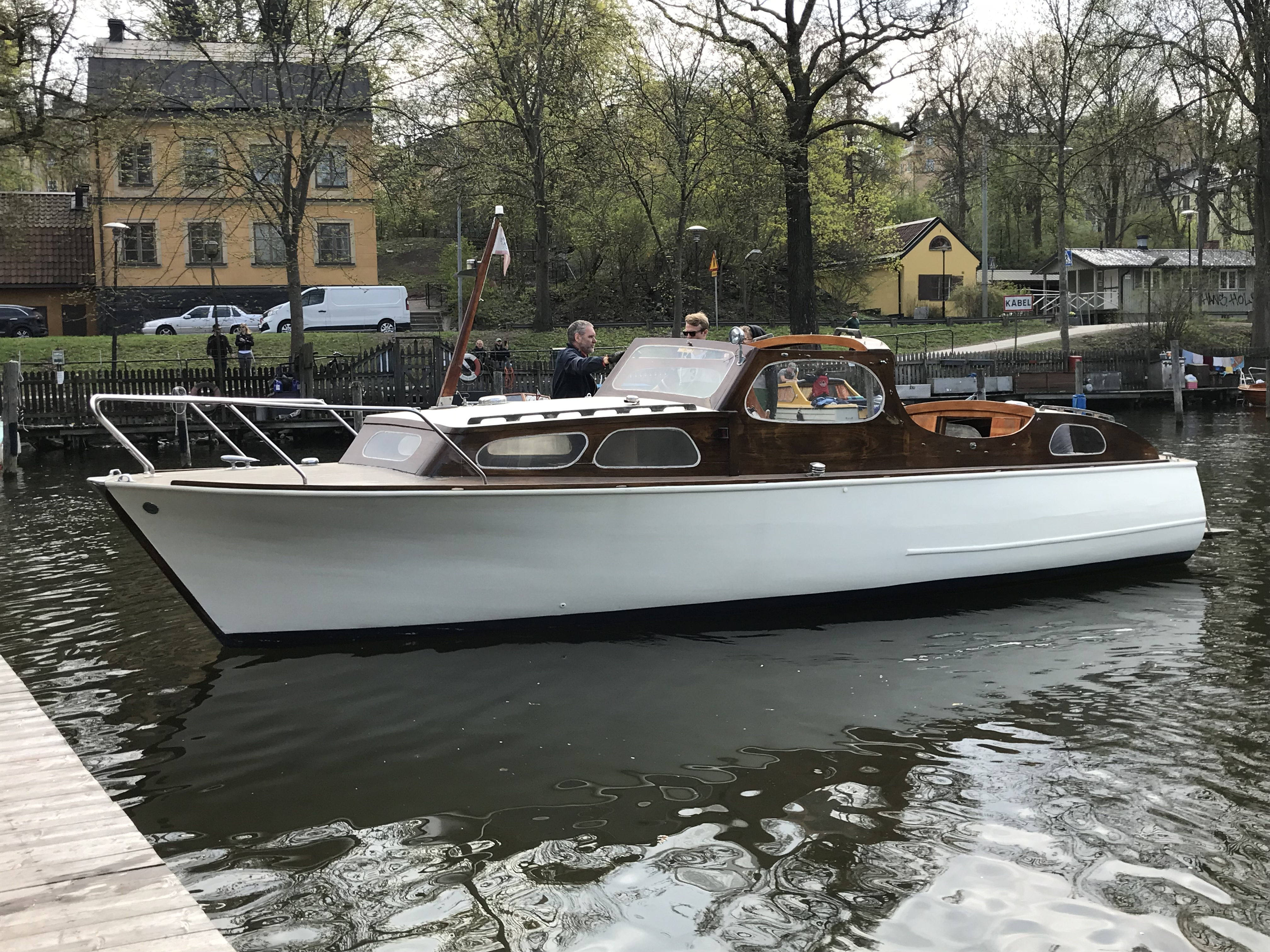
M/Y Dora-Bella, dubbelruffad kabinbåt, byggd 1958 på Söderkvists Båt- och Snickeriverkstad i Oxelösund

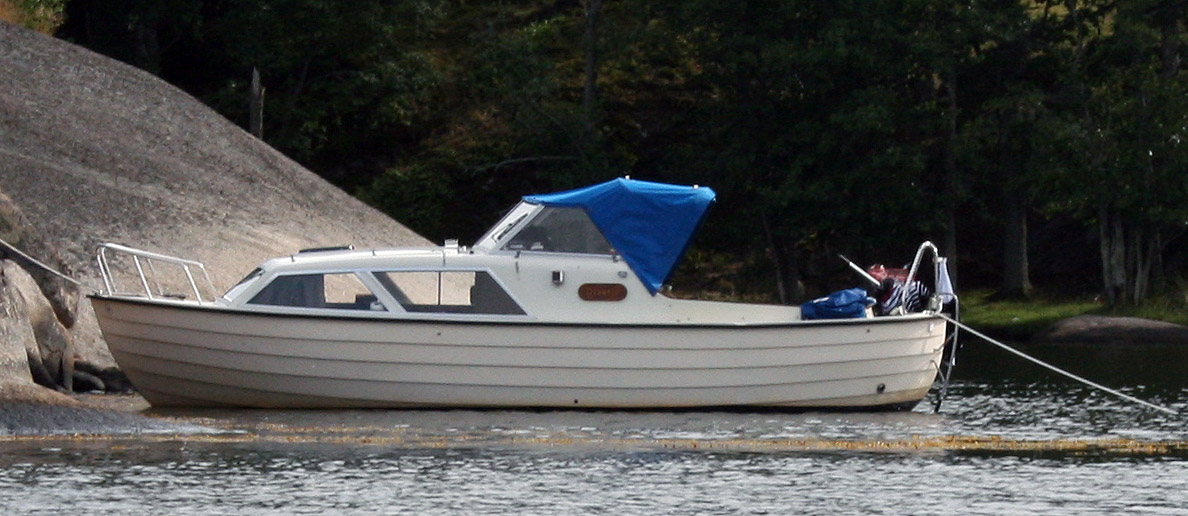
Snipa med ruff

Ruff är ett väderskyddat utrymme på en fritidsbåt för aktiviteter som sömn, matlagning och umgänge. Ordet, som härstammar från lågtyska ruf eller  nederländska roef, är belagt sedan 1730.
Ruff förekommer såväl på segelbåtar som på motorbåtar. Vanligast förekommer det enbart en förruff, men en del båtar med förruff har även en akterruff. Ruffen innehåller oftast sovplatser, kojer för två eller flera personer, men där kan även finnas pentry (kök), toalett och hygienutrymme, beroende på båtens storlek och hur länge det är tänkt att vistas i båten. På större båtar kan akterruffen vara byggd som en salong.
Ruffen har oftast en ingång från sittbrunnen samt ibland även mot fördäck på en förruffad båt. På en liten båt kan den främre ingången vara utformad som en lucka mellan fördäck och rufftaket. På större båtar kan den förliga ruffen och akterruffen vara förbundna inombords med en korridor. Ibland kan akterruffen ha en egen utgång mot akterspegeln. Ruffen är utrustad med ventiler för dagsljus och sikt utombords. På större båtar kan så kallade  skylights (försvenskat "sjömansspråk": skalejter) förekomma.